# 線紋異齒䲁
线纹异齿鳚（学名：Ecsenius lineatus），又名条纹异齿鳚、斑颈须鳚、線紋無鬚鳚，为輻鰭魚綱鱸形目鳚科异齿鳚属的其中一種鱼类。其种加词“Lineatus”意为“线形的”。

## 分布
本魚分布于印度西太平洋區，包括模里西斯、留尼旺、阿曼、葉門、斯里蘭卡、馬爾地夫、馬來西亞、臺灣、日本、越南、菲律賓、印尼、澳洲等海域。。该物种的模式产地在马尔代夫群岛。

## 深度
水深1至28公尺。

## 特徵
本魚體延長，無鱗片，頭部具觸鬚，眼睛位於頭部上方且略突出，口下位。背鰭長，腹鰭喉位。背部黃橙色，具3條黃色細縱帶，體側中央具一條明顯的黑色不連續縱帶，腹部白色，背鰭硬棘12枚；背鰭軟條17至18枚；臀鰭硬棘2枚；臀鰭軟條19至20枚，體長可達9公分。

## 生態
本魚棲息在岩礁區，游泳能力不佳，具領域性，草食性，以藻類為食，產黏著卵。

## 經濟利用
可做為觀賞魚。